# Twierdza w Sorokach
Twierdza w Sorokach (rum. Cetatea Soroca) – zabytkowa twierdza w Sorokach, w Mołdawii. Obiekt położony jest niedaleko brzegów Dniestru, swoją obecną formę przybrał po przebudowie w połowie XVI wieku.

## Historia
W XII lub XIII wieku na terenie obecnego miasta Soroki powstała warowna osada. Prawdopodobnie została założona przez genueńskich kupców i nosiła nazwę Olihonia.
Pod koniec XV stulecia, na miejscu ruin tej kolonii, wybudowano nową twierdzę. Wzniesiono ją na polecenie hospodara mołdawskiego, Stefana III Wielkiego, za czasów którego powstał system warowni opasających całe Hospodarstwo Mołdawskie. Było to wówczas kwadratowe, drewniano-ziemne umocnienie. Twierdzę wzniesiono przy strategicznym szlaku, nad brzegiem Dniestru, w miejscu, w którym znajdował się bród.
W latach 1543–1546, na polecenie panującego wówczas syna Stefana III Wielkiego, Piotra Rareșa, zamek przeszedł kompletną przebudowę. Obiekt przybrał wówczas postać kamiennej rotundy z umiejscowionymi po zewnętrznej stronie czterema okrągłymi basztami i czworoboczną wieżą bramną. Formę tę zachował do czasów współczesnych.
We wrześniu 1691 roku, podczas wojny polsko-tureckiej, zamek został zajęty przez zgrupowanie złożone z wojsk koronnych i Kozaków zaporoskich pod dowództwem Stanisława Zygmunta Druszkiewicza. Obsadzono go polską załogą, której komendantem w styczniu 1692 roku został Krzysztof Rappe. Garnizon rozpoczął modernizację fortecy, m.in. wzmocniono mury, zbudowano kazamaty, wykopano fosy i głęboką studnię na dziedzińcu.
27 września 1692 roku siły turecko-tatarsko-mołdawskie rozpoczęły oblężenie miasta. Polskie oddziały stopniowo wycofywały się z jego kolejnych części, podpalając je uprzednio. 9 października rozpoczął się szturm na twierdzę. Pomimo początkowych sukcesów sił tureckich natarcie zostało odparte. W obliczu nadchodzących polskich posiłków Turcy zwinęli oblężenie. Bilans strat nacierających wojsk wyniósł około 2 tysiące ludzi i sześć chorągwi; broniąca załoga straciła 150 żołnierzy. Było to jedno z większych zwycięstw Polaków końcowego okresu wojny. Po podpisaniu w 1699 roku pokoju w Karłowicach twierdza wróciła pod panowanie Hospodarstwa Mołdawskiego.
Podczas wojen rosyjsko-tureckich twierdza dwukrotnie, w latach 1711 i 1738, zajmowana była przez wojska rosyjskie. Zdobycie jej przez Rosjan w 1738 roku spowodowało znaczne uszkodzenia. Postęp techniki militarnej i zmiana układu sił w regionie przyczyniły się do spadku znaczenia twierdzy, dlatego też w kolejnych latach nie podjęto się naprawy zniszczeń.
W 1968 roku podjęto prace renowacyjne w opuszczonej twierdzy, już nie pod kątem militarnym, ale w ramach restauracji zabytku. W 1970 roku fortyfikacja została udostępniona zwiedzającym, zaś w latach 2013–2015 gruntownie odrestaurowana.

## Twierdza

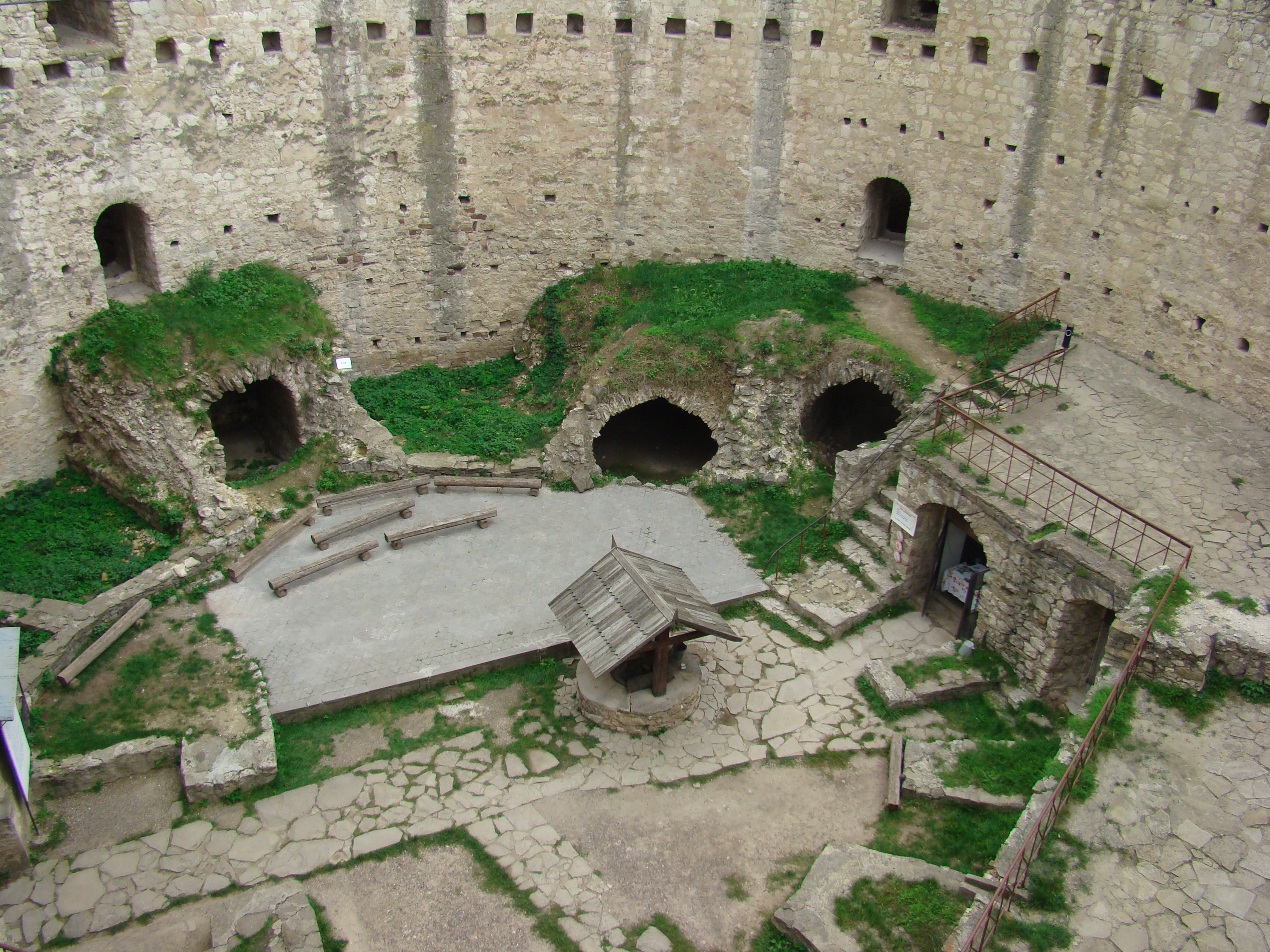
Dziedziniec twierdzy

Twierdza położona jest niedaleko brzegów Dniestru, stanowiącego w tym miejscu od 1991 roku granicę mołdawsko-ukraińską. Obiekt ma okrągły kształt, o średnicy 37,5 m. Grubość murów sięga 3,5 m, a ich wysokość wynosi 17–20 m. Fundamenty twierdzy sięgają na kilka metrów w głąb ziemi. Dawniej obiekt otoczony był fosą, która jednak zanikła na przestrzeni lat. Po stronie wschodniej, od strony rzeki, w mury wkomponowany jest czworoboczny budynek bramny, z pozostałych stron do murów przylegają cztery okrągłe baszty.
Twierdza jest jedyną z czterech położonych nad brzegami Dniestru warowni dawnego państwa mołdawskiego, znajdującą się na terenie obecnej Republiki Mołdawii (twierdze w Chocimiu i Białogrodzie znajdują się na Ukrainie, a twierdza w Benderach na terytorium kontrolowanym przez władze Naddniestrza). Obiekt ma dla tego państwa wyjątkowe znaczenie historyczno-kulturowe, jego wizerunek znajduje się m.in. na rewersach mołdawskich banknotów (wszystkich trzech wydanych w pierwszej serii oraz na banknocie 20 lei drugiej serii, wydawanym od listopada 1993 roku), znaczkach pocztowych, okolicznościowych monetach czy mołdawskich dowodach osobistych.